# Ministerul Justiției (Republica Moldova)
Ministerul Justiției (MJ) este autoritatea de stat în domeniul justiției din Republica Moldova, actualmente condus de Veronica Mihailov-Moraru.   

## Funcții
- Pregătește proiecte de legi și proiecte de hotărâri ale Guvernului în domeniul justiției, precum și proiectele celor mai importante legi în alte domenii social-economice, avizează proiectele de legi și alte acte normative prezentate Guvernului, efectuează expertiza juridică și înregistrarea de stat a actelor normative departamentale ce vizează drepturile și interesele legitime ale cetățenilor sau cele cu caracter interdepartamental.
- Elaborează, ținând cont de propunerile ministerelor și departamentelor, proiectele planurilor de perfecționare a legislației.
- Înfăptuiește munca de sistematizare și codificare a legislației, pregătește propuneri cu privire la modificarea ei. Coordonează activitatea organelor centrale de specialitate ale administrației publice în vederea elaborării proiectelor de legi și alte acte normative, acordîndu-le ajutor metodic la elaborarea proiectelor de legi și hotărâri ale Guvernului. Întocmește și pregătește pentru editare culegeri de legi, coduri, prezintă propuneri privind editarea literaturii juridice.
- Numește cadrele didactice, adoptă programa de studii a Centrului republican pentru pregătirea și perfecționarea cadrelor din sistemul Ministerului Justiției și al Procuraturii Generale.
- Asigură Parlamentul, Guvernul, organele centrale de specialitate ale administrației publice, organele publice locale, instanțele judecătorești, întreprinderile, asigură și coordonează activitatea în domeniul realizării reformei judiciare și de drept.
- Înregistrează partidele și alte organizații social-politice și efectuează controlul asupra respectării de către acestea a legislației în vigoare, suspendă activitatea acestora în cazul încălcării prevederilor statutare și a legislației, ține registrul partidelor politice și înregistrează simbolica acestora.
- Exercită controlul asupra procesului de inițiere de către autoritățile administrației publice centrale a elaborării proiectelor privind introducerea în legislație a modificărilor și completărilor ce rezultă din hotărârile Curții Constituționale.

## Conducere
- Ministru – Veronica Mihailov-Moraru
- Secretar general – Viorica Grecu
- Secretar general adjunct – Stela Braniște
- Secretari de stat – Ruslan Lungu, Stanislav Copețchi și Eduard Serbenco

## Lista miniștrilor
| №  | Nume (naștere–deces)             | Portret                               | Mandat                | Mandat             | Guvern                    |
| -- | -------------------------------- | ------------------------------------- | --------------------- | ------------------ | ------------------------- |
| 1  | Alexei Barbăneagră (1945–)       |                                       | 6 iunie 1990          | 5 aprilie 1994     | Druc Muravschi Sangheli I |
| 2  | Vasile Sturza (1953–)            |                                       | 5 aprilie 1994        | 22 mai 1998        | Sangheli II Ciubuc I      |
| 3  | Ion Păduraru (1961–)             |                                       | 22 mai 1998           | 21 decembrie 1999  | Ciubuc II Sturza          |
| 4  | Valeria Șterbeț (1946–)          |                                       | 21 decembrie 1999     | 19 aprilie 2001    | Braghiș                   |
| 5  | Ion Morei (1955–)                |                                       | 19 aprilie 2001       | 12 februarie 2003  | Tarlev I                  |
| 6  | Vasile Dolghieru (1966–)         |                                       | 12 februarie 2003     | 8 iulie 2004       | Tarlev I                  |
| 7  | Victoria Iftodi (1969–)          |                                       | 8 iulie 2004          | 20 septembrie 2006 | Tarlev I–II               |
| 8  | Vitalie Pîrlog (1974–)           |                                       | 20 septembrie 2006    | 25 septembrie 2009 | Tarlev II Greceanîi I–II  |
| 9  | Alexandru Tănase (1971–)         |                                       | 25 septembrie 2009    | 6 mai 2011         | Filat I                   |
| 10 | Oleg Efrim (1975–)               | Oleg Efrim                            | 6 mai 2011            | 18 februarie 2015  | Filat II Leancă           |
| 11 | Vladimir Grosu (1975–)           | Vladimir Grosu (cropped) (6751290499) | 18 februarie          | 30 iulie 2015      | Gaburici                  |
| 12 | Vladimir Cebotari (1980–)        | Vladimir Cebotari in October 2019 (3) | 30 iulie 2015         | 21 decembrie 2017  | Streleț Filip             |
| 13 | Alexandru Tănase (1971–)         |                                       | 10 ianuarie           | 12 martie 2018     | Filip                     |
| 14 | Victoria Iftodi (1969–)          |                                       | 19 martie 2018        | 8 iunie 2019       | Filip                     |
| 15 | Stanislav Pavlovschi (1955–)     |                                       | 8 iunie               | 24 iunie 2019      | Sandu                     |
| 16 | Olesea Stamate (1983–)           |                                       | 24 iunie              | 14 noiembrie 2019  | Sandu                     |
| 17 | Fadei Nagacevschi (1982–)        |                                       | 14 noiembrie 2019     | 6 august 2021      | Chicu                     |
| 18 | Sergiu Litvinenco (1981–)        |                                       | 6 august 2021         | 16 februarie 2023  | Gavrilița                 |
| 19 | Veronica Mihailov-Moraru (1982–) |                                       | din 16 februarie 2023 |                    | Recean                    |